# جورج بيلكناب
جورج بيلكناب (بالإنجليزية: George Belknap)‏ هو ضابط أمريكي، ولد في 22 يناير 1832 في نيوبورت في الولايات المتحدة، وتوفي في 7 أبريل 1903 في كي ويست في الولايات المتحدة.